# Etoro
Los etoro son una tribu de Papúa Nueva Guinea de unos 400 miembros aproximadamente, que viven de la caza y cultivo a pequeña escala. Son muy conocidos entre los antropólogos por el modo en que su cultura incentiva la conducta homosexual entre jóvenes y hombres adultos. A partir de aproximadamente los 12 años, cada chico es "inseminado" oralmente más o menos diariamente por un joven que es asignado a él como compañero. Más adelante en su adolescencia, el chico es formalmente iniciado en un evento que implica varios compañeros sexuales masculinos, después del cual pasa a convertirse en un "inseminador" en lugar de "inseminado". Con el tiempo, el hombre mayor frecuentemente se casa con la hermana del hombre más joven.
En la cultura etoro, la conducta social desprecia el valor de las mujeres como madres y como esposas. Los hombres etoro retrasan el matrimonio todo lo que pueden y, cuando se casan, se preocupan más en las ventajas que se pueden ganar al reforzar enlaces con sus compañeros masculinos. Los etoro, de hecho, ponen obstáculos significativos al sexo heterosexual. Marido y mujer, por ejemplo, solo se les permite mantener sexo fuera del hogar común y solo bajo ciertas circunstancias que descartan aproximadamente dos terceras partes del año. La tasa de natalidad, como es de esperar, es bastante baja.
Para los etoro, el semen de los mayores contribuye al desarrollo del inseminado, ya que su creencia consiste en que los hombres tiene una cantidad limitada de semen, razón por la cual deben recibirlo de sus mayores, y razón por la cual se designa una época en la cual se puede tener relaciones sexuales.
También se dice que, si un joven se está desarrollando muy rápidamente, significa que se está alimentando del semen de sus compañeros aparte del de los mayores, lo cual es un comportamiento prohibido, y a este se le mira como un paria, al igual que a una mujer adicta al sexo.  
- Datos: Q938954